# Śnięty Mikołaj (serial telewizyjny)
Śnięty Mikołaj (ang. The Santa Clauses) – amerykański serial telewizyjny produkowany dla Disney+, stanowiący kontynuację filmowej serii Śnięty Mikołaj.

## Obsada
- Tim Allen jako Scott Calvin/Święty Mikołaj
- Elizabeth Mitchell jako Carol Calvin/Pani Mikołajowa
- Austin Kane jako Buddy „Cal” Calvin-Clause
- Elizabeth Allen-Dick jako Sandra Calvin
- Matilda Lawler jako Betty
- Kal Penn jako Simon Choksi
- Rupali Redd jako Grace Choksi
- Devin Bright jako Noel

## Fabuła
Scott Calvin, który od blisko trzydziestu lat jest Świętym Mikołajem, zaczyna zdawać sobie sprawę, że nie będzie nim wiecznie. Na dodatek wraz ze spadkiem popularności świąt Bożego Narodzenia, osłabieniu ulega jego magia. Scott z coraz większym trudem stara się sprostać obowiązkom Mikołaja, jak również rodzinnym. Odkrywa, że istnieje sposób na odejście ze stanowiska, więc rozpoczyna poszukiwania następcy, co pozwoli mu i jego rodzinie opuścić biegun północny i przenieść się do normalnego świata.

## Odcinki

### Sezon 1
| Nr | Tytuł oryginalny                           | Tytuł polski            | Reżyseria               | Scenariusz                                           | Data premiery     |
| -- | ------------------------------------------ | ----------------------- | ----------------------- | ---------------------------------------------------- | ----------------- |
| 1  | Chapter One: Good to Ho                    | Zapiąć pas              | Jason Winer             | Jack Burditt                                         | 16 listopada 2022 |
| 2  | Chapter Two: The Secessus Clause           | Usunięty Mikołaj        | Jason Winer             | Katy Colloton i Katie O'Brien                        | 16 listopada 2022 |
| 3  | Chapter Three: Into the Wobbly Woods       | Chwiejna puszcza        | Charles Randolph-Wright | Kevin Hench                                          | 23 listopada 2022 |
| 4  | Chapter Four: The Shoes Off the Bed Clause | Zdejmij buty z łóżka    | Charles Randolph-Wright | Ari Berkowitz i Alison Bennett                       | 30 listopada 2022 |
| 5  | Chapter Five: Across the Yule-Verse        | Podróż po Wszechświęcie | Katie Locke O'Brien     | Eugene Garcia-Cross, Hayley Frazier i Emalee Burditt | 7 grudnia 2022    |
| 6  | Chapter Six: A Christmas to Remember       | Pamiętne Święta         | Katie Locke O'Brien     | Hayley Frazier i Emalee Burditt                      | 14 grudnia 2022   |

### Sezon 2
| Nr | Tytuł oryginalny                           | Tytuł polski            | Reżyseria               | Scenariusz                           | Data premiery     |
| -- | ------------------------------------------ | ----------------------- | ----------------------- | ------------------------------------ | ----------------- |
| 1  | Chapter Seven: The Kribble Krabble Claus   | Figle-migle             | Jason Winer             | Jack Burditt                         | 8 listopada 2023  |
| 2  | Chapter Eight: Floofy                      | Flufi                   | Jason Winer             | Jack Burditt                         | 8 listopada 2023  |
| 3  | Chapter Nine: No Magic at the Dinner Table | Żadnej magii przy stole | Katie Locke O'Brien     | Camille Patrao i Eugene Garcia-Cross | 15 listopada 2023 |
| 4  | Chapter Ten: Miracle on Dead Creek Road    | Cud na ulicy Dead Creek | Katie Locke O'Brien     | Katy Colloton i Katie O'Brien        | 22 listopada 2023 |
| 5  | Chapter Eleven: B-E-T-T-Y                  | B-E-T-T-Y               | Charles Randolph-Wright | Emalee Burditt i Hayley Frazier      | 29 listopada 2023 |
| 6  | Chapter Twelve: Wanga Banga Langa          | Łanga banga langa       | Charles Randolph-Wright | Vali Chandrasekaran                  | 6 grudnia 2023    |

## Produkcja
W styczniu 2022 roku ogłoszono, że trwają prace nad serialem, będącym kontynuacja filmów o Śniętym Mikołaju. Ujawniono także, że Tim Allen ponownie wcieli się w tytułową rolę oraz zostanie producentem wykonawczym projektu. Początkowo nadano mu roboczy tytuł The Clauses i opracowywano go z myślą dla Disney+. Jack Burditt został showrunnerem i producentem wykonawczym, a Jason Winer jest reżyserem, a także producentem wykonawczym.
Do roli Pani Mikołajowej powróciła także Elizabeth Mitchell, a Kal Penn został obsadzony wmroli nowej postaci o imieniu Simon Choski. Z kolei Elizabeth Allen-Dick, prawdziwa córka Tima Allena, w swoim debiucie aktorskim została obsadzona jako serialowa córka Scotta. Pod koniec lipca 2022 roku potwierdzono, że David Krumholtz wystąpi gościnnie jako Bernard.
Zdjęcia rozpoczęły się w marcu 2022 roku w Los Angeles, a JP Wakayama służył jako operator i zakończyły w czerwcu tego samego roku.